# Ma Gongxian
Ma Gongxian ou Ma Kong-Hien ou Ma Kung-Hsien, est un peintre chinois du XIIe siècle, ses dates de naissance et de décès ainsi que ses origines, ne sont pas connues. On sait cependant qu'il est actif vers le milieu du XIIe siècle.

## Biographie de Ma Gongxian
Ma Gongxian est un peintre de figures, de paysages, de fleurs et d'oiseaux. Il est le petit-fils de Ma Fen et fils de Ma Xingzu. Il est membre (Daizhao) de l'Académie de Peinture de la cour de Kaifeng entre 1131 et 1162. Le Musée National de Kyoto conserve de lui un rouleau en hauteur signé, en couleur sur soie, Yaoshan et Liao en conversation, au registre des Biens Culturels Importants.

## L'Académie de peinture des Song du Sud
Tous les anciens thèmes connaissent une renaissance sous le nouveau gouvernement, et nombre de sujets inédits sont adaptés à la nouvelle image du renouveau dynastique. Les anciens récits historiques narrant les épreuves, la survie et la renaissance impériales se développent tout particulièrement. L'Académie impériale de peinture fraîchement reconstituée, et de nouveaux talents sont attirés dans la belle et florissante capitale de Hangzhou. La peinture qui s'y développe et y prospère est d'abord patronnée par les membres de la famille impériale, notamment par de puissantes impératrices et leur parentèle et par plusieurs empereurs particulièrement attentifs aux pouvoirs de l'art. La peinture est essentiellement une profession manuelle, ou une tradition artisanale, maintenue avec succès sur de longues périodes par des familles d'artisans. La plus célèbre de ces familles de la période Song est la famille Ma, de Hezhong dans le Shanxi.

## La famille Ma
Ma Yuan appartient à une famille qui compte plusieurs générations de peintres. Ma Fen (XIIe siècle), le premier des Ma qui laisse un nom dans l'histoire de la peinture, est un peintre « attendant les ordres » de l'empereur à l'Académie sous le règne de Huizong. Son fils Xingzu (XIIe siècle) et deux de ses petits-fils, Gongxian et Ma Shirong (XIIe siècle), suivent les traces de leur père et de leur grand-père. Ils deviennent peintres « attendant les ordres » de l'empereur et peignent, avec des fleurs et des oiseaux, des personnages et de paysages. Les Ma travaillent de préférence à l'encre. Shirong a deux fils, Ma Kui (XIIe et XIIIe siècles) et Ma Yuan, qui travaillent ensemble. Ma Yuan semble avoir surpassé son frère. Ma Lin, son fils, représente la dernière génération des Ma.

## Une famille de peintres vouée aux empereurs
La famille Ma est au service des empereurs de Chine durant cinq générations. À en juger par les nombreuses œuvres qui nous restent de trois membres de la famille, Ma Yuan, Ma Gongxian et Ma Lin leur entreprise reflète parfaitement l'artisanat de la profession. Elle se poursuit sur un siècle et demi, avec au moins un peintre à chaque génération qui reçoit un poste officiel à l'Académie et perpétue ainsi le bien-être financier de la famille. Sans doute la vie même de la famille et sa prospérité dépendent-elles de cet emploi perpétuel et leur entreprise est-elle une entreprise commune, à la survie de laquelle ils travaillent tous. Un maître peintre a probablement droit à une position et à des appointements qui assurent la fortune de la famille, et tous les autres membres contribuent de quelque manière à l'entreprise collective, c'est-à-dire à la production de peintures portant la marque, le savoir-faire et les qualités de la célèbre famille Ma. Spécimens toujours parfaits d'un artisanat talentueux, ces peintures sont des objets réalisés pour être dignes de recevoir le regard, la caresse et le pinceau de l'empereur.

## Musées
- Kyōto (Nat. Mus.):
  - Yaoshan et Liao en conversation, Rouleau en hauteur, couleur sur soie.